# José Vincente de Valera
José de Valera (26 de septiembre de 1822) – 16 de enero de 1899) fue una figura militar española de alto rango, que se distinguió en cuba durante la guerra de los diez años

## Primeros años de vida
José Vicente de Valera y Álvarez, nacido en 1822 en San Cristóbal, República Dominicana, fue descrito como un "mulato" dominicano. Su linaje se remonta a Juan de Valera Saldaña quien fue un antiguo capitán del Ejército Real Español A lo largo del siglo XVII.
Fue el padrino del general cubano Máximo Gómez,quien previamente desempeñó el cargo de oficial de caballería en el ejército español en la República Dominicana antes de incorporarse al movimiento independentista cubano..

## Guerra de Restauración Dominicana
Durante la Guerra de Restauración Dominicana entre 1863 y 1863, el Teniente Coronel José de Valera sirvió bajo las órdenes del Teniente Coronel Valeriano Weyler, Jefe de Estado Mayor del Ejército Español. Ocupó el cargo de primer jefe del 2.º Batallón de Cuba. En el verano de 1865, tras la campaña de Santo Domingo, las tropas españolas fueron evacuadas de la República Dominicana y trasladadas a Cuba.

## Guerra de los Diez Años
Se desempeñó como coronel bajo las órdenes del capitán general Arsenio Martínez Campos durante la Guerra de los Diez Años en Cuba, la cual dio inicio en 1868.

### Batalla de Las Tunas
Valera participó en la primera Batalla de Las Tunas el 16 de agosto de 1869, contra las fuerzas revolucionarias dirigidas por el general Manuel de Quesada. El coronel Valera observó a un numeroso contingente de cubanos avanzando hacia Las Tunas, después de haber encabezado un reconocimiento de caballería montada ordenado por el general Enrique Boniche. Después de la batalla, el Ejército de Liberación de Cuba se apoderó del área antes de retirarse, tras surgir informes sobre la llegada de 1.000 refuerzos españoles.
El 1 de enero de 1870, la partida del coronel Velasco dejó al coronel Valera en Las Tunas para desempeñarse como comandante militar de la ciudad. Valera ocupó el cargo de coronel de las reservas en Santo Domingo, Sagua la Grande, posteriormente asumio la posición de gobernador de Las Tunas. 
Ese mismo año, el coronel Valera comandó a 1.000 soldados españoles en un enfrentamiento con 400 hombres de Antonio Maceo cerca de Monte Oscuro en Santa Clara .Después de resistir ante las fuerzas combinadas de Valera y Arsenio Martínez Campos,La brigada liderada por Maceo se vio forzada a replegarse debido a la escasez de armamento y municiones necesarias para continuar la lucha. 
El 27 de diciembre de 1870, un contingente de 600 tropas bajo el mando del coronel Valera logró expulsar a cerca de 500 insurgentes tras un enfrentamiento en el que resultaron muertos o heridos 35 soldados españoles y una cifra similar de insurgentes.
En junio de 1872, las tropas de Valera se enfrentaron a 56 combatientes mambises al mando del general Julio Grave de Peralta Una expedición fallida condujo a Grave de Peralta y a sus insurgentes cubanos fuera de la jurisdicción controlada por Valera. Las tropas españolas dieron muerte a Grave de Peralta, capturaron a algunos de los mambises y se apoderaron de todo el cargamento de su embarcación. Con 136 armas, 200 cajas de municiones, 2 piezas de artillería y una bandera capturada, llegaron a Santiago de Cuba.
En 1874, Valera fue ascendido al rango de general de brigada.
En septiembre de 1879, el gobierno español estableció una nueva jurisdicción militar que incluía las ciudades de Holguín, Las Tunas y Gibara, debido a la significativa distancia que las separaba de Santiago de Cuba. José de Valera fue nombrado gobernador militar de este nuevo territorio.
El 5 de noviembre de 1879, el general Valera lanzó un ataque contra un grupo insurgente, pero sufrió una derrota que resultó en la muerte de 250 de sus hombres.. Huyó a Holguín antes de ser reforzado por el general Ramón Blanco, I Marqués de Peña Plata . 
El general Blanco formó un consejo en La Habana con el almirante Dámaso Berenguer y los generales Valera y Camilo García de Polavieja con el objetivo de organizar tropas y voluntarios destinados a sofocar un levantamiento de afrodescendientes cubanos ocurrido en diciembre de 1880. 

## Jubilación
Antes de su retorno a España, vivió en Gibara, donde tenía extensas propiedades. El teniente retirado José Valera, quien en ese momento rondaba los setenta años, volvió España a bordo del Reina María Cristina agosto de 1898.

## Muerte
José Vicente de Valera falleció el 16 de enero de 1899 en Barcelona, España.